# Saint-Servan
Saint-Servan es una antigua comuna francesa y pueblo situado al oeste de Francia, en Bretaña, a 3,2 km del puerto Ferry de St Malo.
Tiene renombre por sus tiendas y restaurantes. Su población ascendía 1965 personas en 1906. La comuna de Saint-Servan se unió, junto con Paramé, a la comuna de Saint-Malo en 1967, de la que actualmente es un barrio. En época galo-romana la zona se conocía como Aleth, y su primer obispo fue San Maclovio, en el siglo V.

## Personalidades relacionadas
- Louis Duchesne (1843-1922), historiador y escritor.